# Ramsan
Ramsan es una isla en el archipiélago de Estocolmo, que forma parte de la Municipalidad Norrtälje, localizada en el país europeo de Suecia.
En el pasado la isla era propiedad de agricultores que vivían en el continente y apenas era usada para la caza, la pesca y dejar un lugar para el pastoreo de Vacas.
En la actualidad la isla se usa como lugar de vacaciones durante el verano.